# EN 80601-2-58
Die EN 80601-2-58 mit dem Titel „Medizinische elektrische Geräte – Teil 2-58: Besondere Festlegungen für die Sicherheit einschließlich der wesentlichen Leistungsmerkmale für Geräte zur Linsenentfernung und Geräte zur Glaskörperentfernung in der Augenchirurgie“ ist Teil der Normenreihe EN 60601 (die EN 60601 Reihe wird gerade (Stand ?) in die EN 80601 Reihe überführt).
Herausgeber der DIN-Norm DIN EN 80601-2-58 ist das Deutsche Institut für Normung.
Im Rahmen des VDE-Normenwerks ist die Norm als VDE 0750-2-58 klassifiziert, siehe DIN-VDE-Normen Teil 7.
Die ICS-Code Klassifizierung ist 11.040.70.
Diese Ergänzungsnorm regelt die besonderen Festlegungen betreffend die Sicherheit von in der Augenchirurgie verwendeten Lensektometriegeräten und Vitrektomiegeräten sowie deren wesentliche Leistungsmerkmale. Zweck ist es, Merkmale der Basissicherheit, die wesentlichen Leistungsmerkmale sowie Prüfungen zu beschreiben und zusätzlich Anleitungen für ihre Anwendung zu geben.

## Gültigkeit
- Die endgültige Version der Norm ist korrespondierend mit der 3. Ausgabe der DIN EN 60601-1 anzuwenden.

## Anwendungsbereich
Diese Internationale Norm gilt für die Basissicherheit und die wesentlichen Leistungsmerkmale von Lensektometriegeräten und Vitrektomiegeräten für die Augenchirurgie und für das zugehörige Zubehör.
Geräte zur Linsenentfernung und Geräte zur Glaskörperentfernung werden in der Augenheilkunde verbreitet angewendet, um Vordersegment- und Hintersegment-Chirurgie am menschlichen Auge vorzunehmen.

## Zusatzinformation
- Vorgängernorm: IEC 60601-2-58:2007-10

Folgende geänderte Anforderungen sind in der EN 80601-2-59 enthalten (Auszug):
- Anpassung an die geänderten Anforderungen der EN 60601-1 3rd Edition.